# Koyo Zom
El Koyo Zom (en urdú: کویو زوم) és el cim més alt de la serralada de l'Hindu Raj, al Pakistan. El seu cim s'eleva fins als 6.872 msnm i té una prominència de 2.562 metres. La serralada de l'Hindu Raj es troba entre l'Hindu Kush, a l'oest, i el Karakoram, a l'est.
Koyo Zom es troba al districte de Chitral de la província pakistanesa de Khyber Pakhtunkhwa, no gaire lluny de la frontera amb el districte de Ghizer, a Gilgit-Baltistan. Va ser escalada per primera vegada per una expedició austríaca el 17 d'agost de 1968.